# Moringa
Moringa is de botanische naam van een genus, dat een dozijn soorten bomen telt: deze komen voor in de tropen en subtropen van Afrika, alsook aangrenzend Europa en tot ver in Azië. Het geslacht vormt in zijn eentje de familie Moringaceae.
Moringa oleifera is een soort die van enig economisch belang is, met medicinale toepassingen.

## Soorten
- Moringa arborea Verdc.
- Moringa borziana Mattei
- Moringa concanensis Nimmo ex Dalzell & A.Gibson
- Moringa drouhardii Jum.
- Moringa hildebrandtii Engl.
- Moringa longituba Engl.
- Moringa oleifera Lam.
- Moringa ovalifolia Dinter & A.Berger
- Moringa peregrina (Forssk.) Fiori
- Moringa pygmaea Verdc.
- Moringa rivae Chiov.
- Moringa ruspoliana Engl.
- Moringa stenopetala (Baker f.) Cufod.